# Miniera perduta dell'olandese

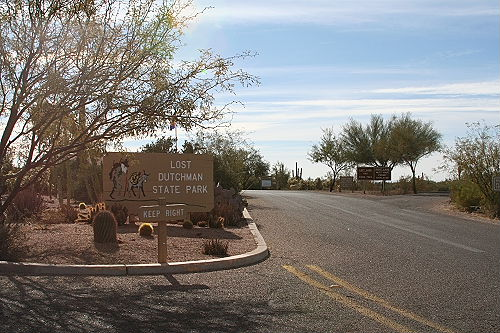
Ingresso del Lost Dutchman State Park

La miniera perduta dell'olandese (conosciuta anche con molti appellativi simili) è, secondo diverse testimonianze, una miniera d'oro molto ricca nascosta tra le Montagne della Superstizione non lontano da Apache Junction, ad est di Phoenix, in Arizona. Il territorio è zona protetta del National Wilderness Preservation System e lo sfruttamento del terreno è regolato dal Titolo 16, Capitolo 23, Paragrafo 1133 dello United States Code.
La denominazione "dell'olandese" è dovuta alla sua storia legata all'immigrato tedesco Jacob Waltz ("dutchman", cioè "olandese", nello slang americano era un termine comune, benché errato, per intendere "german", cioè "tedesco", derivato dal termine di lingua tedesca "deutsch"). È forse la più famosa miniera perduta nella storia statunitense.

## Nella cultura di massa
- La miniera perduta dell'olandese appare anche nell'appendice alla Saga di Paperon de' Paperoni, Zio Paperone - Il segreto dell'Olandese, séguito de Il vigilante di Pizen Bluff, in cui viene invece soltanto nominata.
- La medesima leggenda è alla base di una storia in due albi (La miniera del fantasma, n.478, Montagne maledette, n.479) del fumetto Tex.